# Der blaue Diamant
Der blaue Diamant é uma série alemão de 1910, dirigido por Viggo Larsen, produzido pela Deutsche Vitaskop GmbH em 5 capítulos. O seriado veiculou nos cinemas alemães entre 20 de agosto de 1910 e 4 de março de 1911.

## Sinopse
A série relata uma aventura em que Sherlock Holmes e seu assistente investigam Arsène Lupin, um ladrão. Holmes consegue desmascará-lo, mas Lupin escapa no final de cada episódio. No último episódio, Holmes segue Lupin e trava com ele uma luta e o final pode surpreender os expectadores.

## Elenco
- Viggo Larsen
- Paul Otto

## Capítulos
1. “Der Alte Sekretar”, também conhecido como “Arsene Lupin (20 de agosto de 1910)
2. “Der Blaue Diamant” (17 de setembro de 1910)
3. “Die Falschen Rembrandts” (7 de outubro de 1910)
4. “Die Flucht” (24 de dezembro de 1910)
5. “Arsene Lupins Ende” (4 de março de 1911)